# Рейчел Джеррі
Рейчел Джеррі (англ. Rachel Jarry, 6 грудня 1991) — австралійська баскетболістка, олімпійська медалістка.

## Виступи на Олімпіадах
| Олімпіада   | Дисципліна | Місце |
| ----------- | ---------- | ----- |
| Лондон 2012 | баскетбол  | 3     |